# Cycloalcyne

Cyclooctyne: le plus petit cycloalcyne isolable

En chimie organique, un cycloalcyne est l'équivalent cyclique d'un alcyne. Un cycloalcyne consiste donc en un cycle d'atomes de carbone contenant une ou plusieurs triples liaisons. À cause de la nature linéaire d'une unité d'alcyne (C-CΞC-C), les cycles des cycloalcynes sont extrêmement tendus et ne peuvent donc exister qu'avec un nombre de carbone suffisant dans le cycle pour pouvoir lui assurer une flexibilité compatible avec cette géométrie particulière. En conséquence, le cyclooctyne (C8H12) est le plus petit cycloalcyne qui peut être isolé et conservé comme élément stable. Malgré cela, de plus petits cycloalcynes peuvent être produits et piégés par un réactif approprié.

## Synthèse
Les cycloalcynes peuvent être produits par des réactions de type β-élimination à partir de leur équivalent cycloalcène substitué.
Ils peuvent aussi être produits par extension d'un carbène alcylidine cyclique.